# Richard Overy
Richard Overy (Londra, 23 dicembre 1947) è uno storico e accademico britannico, considerato uno dei più illustri storici della seconda guerra mondiale, e con importati pubblicazioni riguardanti il periodo interbellico, la Germania nazista e l'Unione Sovietica.

## Biografia
Dopo aver frequentato il Caius College dell'Università di Cambridge, consegue un dottorato di ricerca presso il Churchill College. ottenendo, nel 1976, una posizione di assistente universitario. Nel 1980 si trasferisce al King's College di Londra, dove diviene professore di storia moderna nel 1994. Nel 2004 è stato nominato alla cattedra di storia all'Università di Exeter. Dal 1977 è membro della Royal Historical Society, della British Academy dal 2000. Nel 2001 è stato premiato con il Samuel Elliot Morison Prize della Society for Military History per il suo contributo alla storia dell'arte bellica, nel 2004 vince il Wolfson History Prize con il libro The Dictators: Hitler's Germany; Stalin's Russia.

## Opere
- William Morris, Viscount Nuffield, 1976, ISBN 0-900362-84-7.
- The Air War, 1939-1945, 1980; ed. paperback, 2005, ISBN 1-57488-716-5.
- The Nazi Economic Recovery, 1932-1938, 1982; II ed., 1996, ISBN 0-521-55286-9.
- Goering: The "Iron Man", 1984; ed. paperback, 2000, ISBN 1-84212-048-4.
- All Our Working Lives, con Peter Pagnamenta, 1984, ISBN 0-563-20117-7.
- Le origini della Seconda Guerra Mondiale (The Origins of the Second World War, 1987; II ed., 1998), traduzione di M. L. Bassi, Bologna, Il Mulino, 2009.
- scritto con Timothy Mason: "Debate: Germany, 'Domestic Crisis' and War in 1939", pag. 200-240 da Past and Present, Number 122, February 1989, ristampato come "Debate: Germany, 'Domestic Crisis' and the War in 1939" da The Origins of The Second World War, a cura di Patrick Finney, Edward Arnold: London, United Kingdom, 1997, ISBN 0-340-67640-X.
- The Road To War, con Andrew Wheatcroft, 1989; II ed., 1999, ISBN 0-14-028530-X.
- Crisi tra le due guerre mondiali 1919-1939 (The Inter-War Crisis, 1919-1939, 1994), Collana Universale Paperbacks, Bologna, Il Mulino, 1998, ISBN 978-88-150-6232-1.
- War and Economy in the Third Reich, 1994, ISBN 0-19-820290-3.
- La strada della vittoria. Perché gli Alleati hanno vinto la seconda guerra mondiale (Why the Allies Won, 1995), Biblioteca storica, Bologna, Il Mulino, 2002, ISBN 978-88-150-8739-3.
- The Penguin Historical Atlas of the Third Reich, 1996, ISBN 0-14-051330-2.
- Bomber Command, 1939-45, 1997, ISBN 0-00-472014-8.
- Russia in guerra 1941-1945, con 32 fotografie (Russia's War: Blood upon the Snow, 1997), traduzione di Pino Modola, Collana Nuovi Saggi, Milano, Il Saggiatore, 2000, ISBN 978-88-428-0890-9.
- The Times History of the 20th Century, 1999; nuova ed., 2003, ISBN 0-00-716637-0.
- The Battle, 2000, ISBN 0-14-029419-8; ripubblicato come The Battle of Britain: The Myth and the Reality
- Interrogatori. Come gli Alleati hanno scoperto la terribile realtà del Terzo Reich (Interrogations: The Nazi Elite in Allied Hands, 1945, 2001), traduzione di N. Lamberti, Collezione Le Scie, Milano, Mondadori, 2002, ISBN 978-88-045-1938-6. (ripubblicato come Interrogations: Inside the Minds of the Nazi Elite)
- The Dictators: Hitler's Germany and Stalin's Russia, 2004, ISBN 0-7139-9309-X.
- Collins Atlas of Twentieth Century History, 2005, ISBN 0-00-720170-2.
- Imperial War Museum's Second World War Experience Volume 1: Blitzkrieg, 2008, ISBN 978-1-84442-014-8.
- Imperial War Museum's Second World War Experience Volume 2: Axis Ascendant, 2008, ISBN 978-1-84442-008-7.
- Sull'orlo del precipizio. 1939. I dieci giorni che trascinarono il mondo in guerra (1939: Countdown to War, 2009), Collezione Storie, Milano, Feltrinelli, 2009, ISBN 978-88-071-1101-3.
- The Morbid Age: Britain Between the Wars, 2009, ISBN 978-0-7139-9563-3.
- The Bombing War: Europe 1939–1945, 2013, ISBN 0713995610; ripubblicato col titolo The Bombers and the Bombed: Allied Air War Over Europe, 1940–1945, ISBN 978-0-670-02515-2.
- A History of War in 100 Battles, 2014, ISBN 978-00-074-5250-7.
- RAF: The Birth of the World's First Air Force, 2018, ISBN 978-0-393-35724-0.
- Sangue e rovine. La Grande guerra imperiale, 1931-1945 (Blood and Ruins: The Great Imperial War, 1931–1945, 2021), traduzione di Luigi Giacone, Collana La Biblioteca, Torino, Einaudi, 2022, ISBN 978-88-062-5284-7.
- Why War, 2024.
- Pioggia di distruzione. Tōkyō, Hiroshima e la bomba (Rain of Ruin: Tokyo, Hiroshima, and the Surrender of Japan, 2025), traduzione di Laura Bernaschi, Collana La Biblioteca, Torino, Einaudi, 2025, ISBN 978-88-062-6777-3.

### Curatele
- The Times Atlas of the Twentieth Century, 1996, ISBN 0-7230-0766-7.
- The Times Complete History of the World, Vª ed., 1999; IXª ed., 2015.
- Germany: A New Social and Economic History. Vol. 3: Since 1800, curatela con Sheilagh Ogilvie, 2003, ISBN 0-340-65215-2.